# Église Saint-Pierre de Bouvines
Pour les articles homonymes, voir Église Saint-Pierre.
L'église Saint-Pierre de Bouvines est l'église paroissiale de la commune de Bouvines située dans le département du Nord. Elle dépend de l'archidiocèse de Lille.
Elle est inscrite au titre des monuments historiques par arrêté le 6 octobre 1981, tandis que ses 21 vitraux sont classés dans le même temps. Ces arrêtés de 1981 sont annulés lorsque l'église est finalement classée en totalité en 2010.

## Historique
En 1878, la commune de Bouvines présidée par Félix Dehau, décida de faire reconstruire l'église paroissiale. Après six ans de travaux, l'église fut achevée en 1886 et consacrée en 1910. Les vitraux, quant à eux, ne furent réalisés qu'après 1889. L'architecte Auguste Normant s'est inspiré de l'architecture de l'époque de la bataille représentée et l'a conçue comme une chapelle servant à mettre en valeur les vitraux.
Le 27 juillet 2014, à l'occasion du 800e anniversaire de la bataille de Bouvines, une messe y est célébrée par Mgr Laurent Ulrich, en présence de nombreux descendants du roi Philippe-Auguste, dont Louis de Bourbon, héritier de la branche aînée des Bourbons.

## Les vitraux
Ces vingt-et-un vitraux, de 8 mètres de haut sur 3,2 mètres de large, dessinés par Pierre Fritel, ont été réalisés par le maître verrier Emmanuel Champigneulle, dans l'atelier de ce dernier situé à Bar-le-Duc. Le premier vitrail a été posé en 1889, le dernier l'a été en 1906. Ils ont été restaurés vers 1990 par le maître-verrier Brouard de Ronchin.
Ils ont couté 350 000 francs, soit cinq fois le prix de l'église. Chaque vitrail est composé de trois parties : la partie supérieure contient des médailles où sont peints des anges, la partie inférieure contient les blasons des donateurs qui ont contribué à le financer et la partie centrale illustre un moment de la bataille de Bouvines selon la chronique de Guillaume Le Breton, chapelain du roi Philippe-Auguste.
- 1 : conseil de guerre à Valenciennes entre les coalisés qui se partagent le royaume de Philippe-Auguste avant la bataille.
- 2 : Guérin, évêque de Senlis, montre au vicomte Adam II de Melun, l'ennemi qui s'avance.
- 3 : les chevaliers de Philippe-Auguste font serment de leur fidélité.
- 4 : le roi et ses chevaliers prient dans l'église de Bouvines avant la bataille.
- 5 : soupçonné de félonie bien que fidèle, le comte de Saint-Pol dit à Guérin : "le roi aujourd'hui aura en moi en bon traître".
- 6 : Philippe-Auguste vole au secours de l'arrière garde qui succombe à l'ennemi.
- 7 : Philippe-Auguste bénit ses soldats avant la bataille.
- 8 : l'évêque de Beauvais Philippe de Dreux livre le comte de Salisbury à Jean de Nivelles, châtelain de Bruges.
- 9 : Philippe-Auguste est sauvé par Pierre Tristan et Gallon de Montigny tandis que Guillaume des Barres repousse l'ennemi.
- 10 : l'empereur Otton s'enfuit, poursuivi par Guillaume des Barres.
- 11 : Saint-Valéry vole au secours de Guillaume des Barres et le sauve.
- 12 : les comtes de Saint-Pol, de Montmorency, de Beaumont et de Melun dispersent la cavalerie du comte Ferrand.
- 13 : le roi dit au comte de Montmorency de porter dans ses armoiries les douze bannières qu'il a conquis.
- 14 : prise de Ferrand, comte de Flandres.
- 15 : Guillaume des Barres abat l'étendard impérial d'Otton.
- 16 : Renaud, comte de Boulogne, reste le dernier des coalisés à combattre.
- 17 : prise de Renaud qui est conduit devant le roi.
- 18 : Philippe-Auguste félicite ses combattants après la victoire.
- 19 : le roi libère ses prisonniers à l'exception de Ferrand et de Renaud.
- 20 : passage de l'armée victorieuse dans les campagnes où les paysans se moquent de Ferrand.
- 21 : entrée de l'armée victorieuse dans Paris où elle est acclamée par la population.

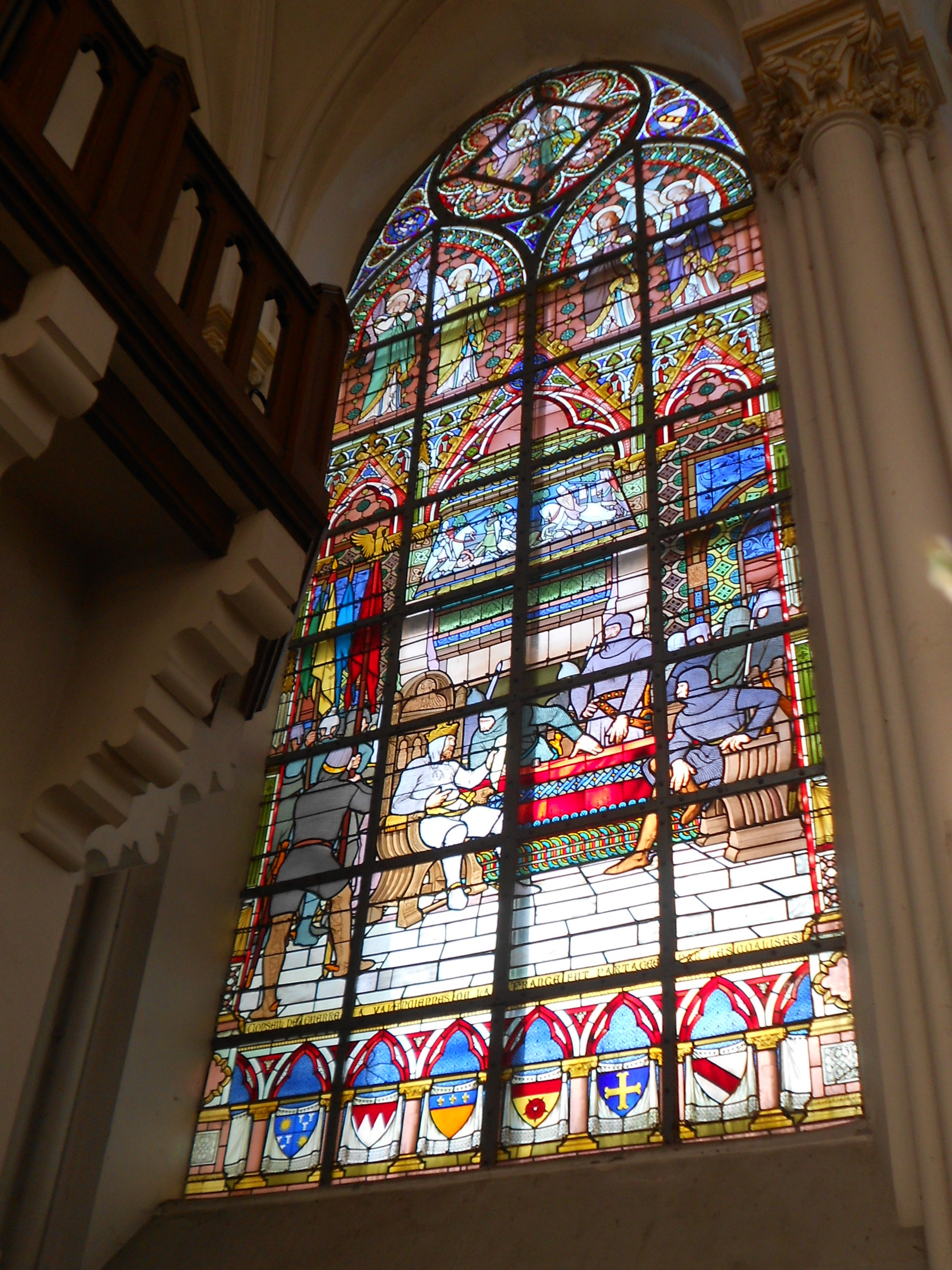
Conseil de guerre à Valenciennes entre les coalisés qui se partagent le royaume de Philippe-Auguste avant la bataille.
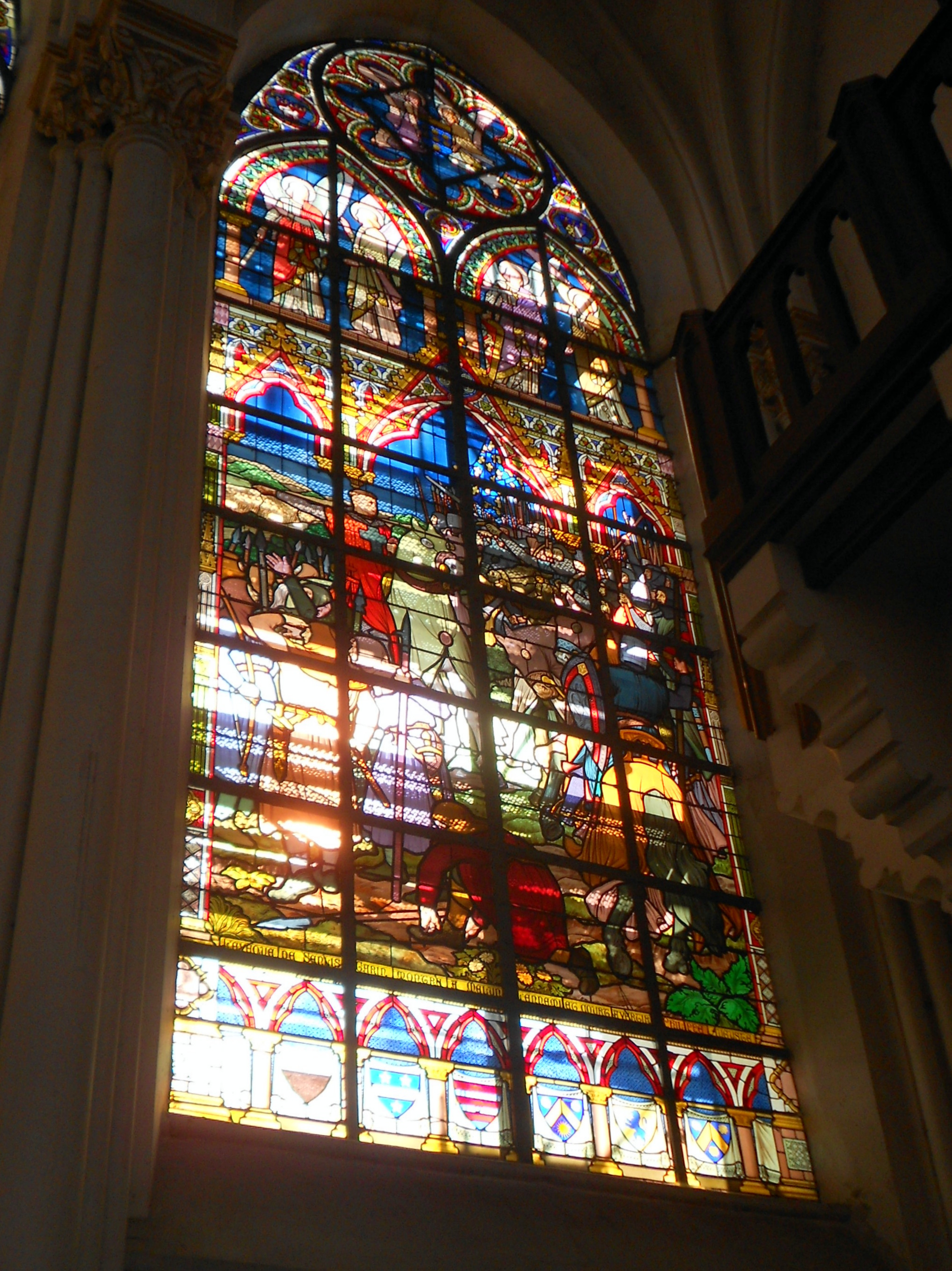
Guérin, évêque de Senlis, montre au vicomte Adam II de Melun, l'ennemi qui s'avance.
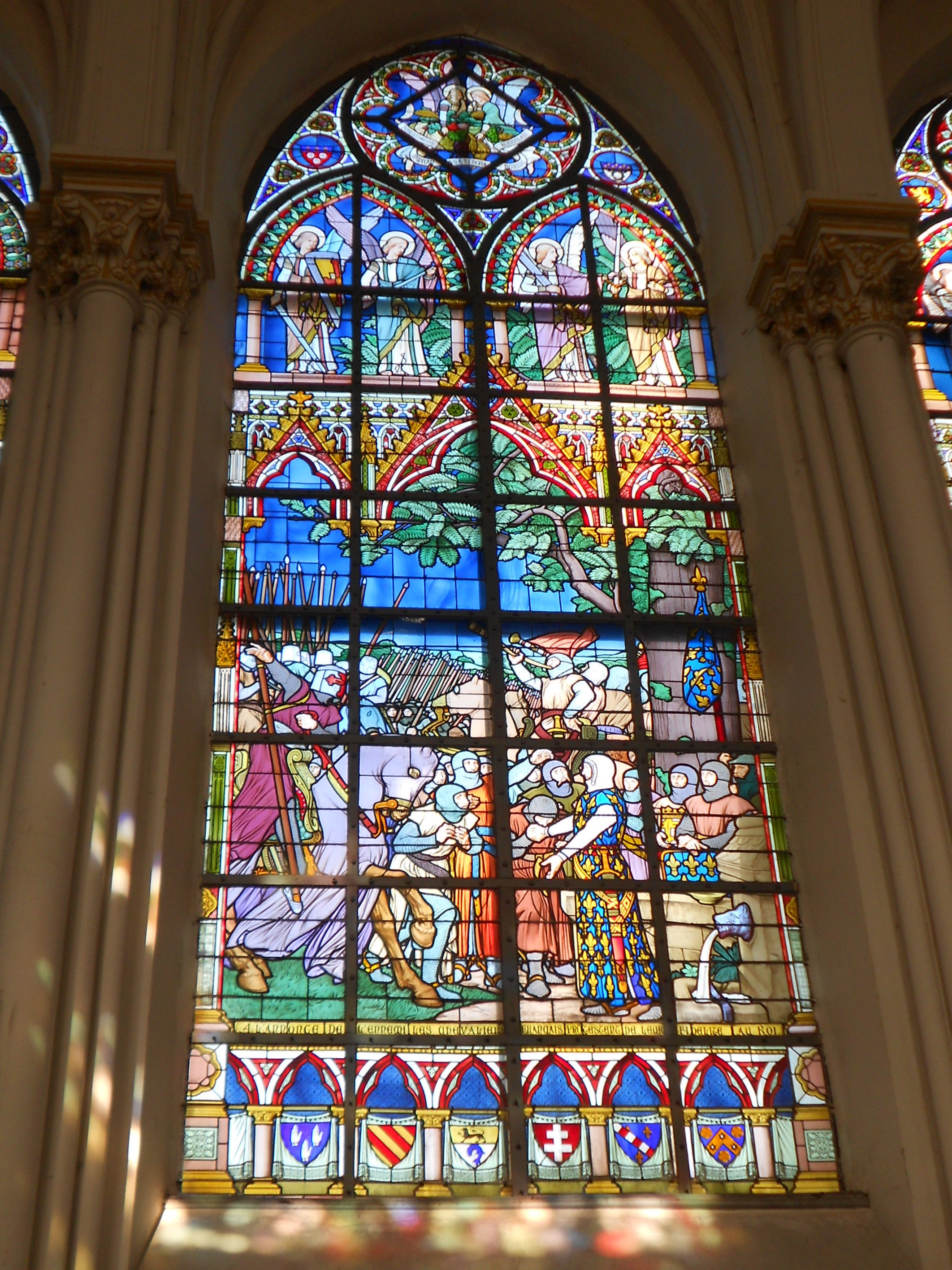
Les chevaliers de Philippe-Auguste font serment de leur fidélité.
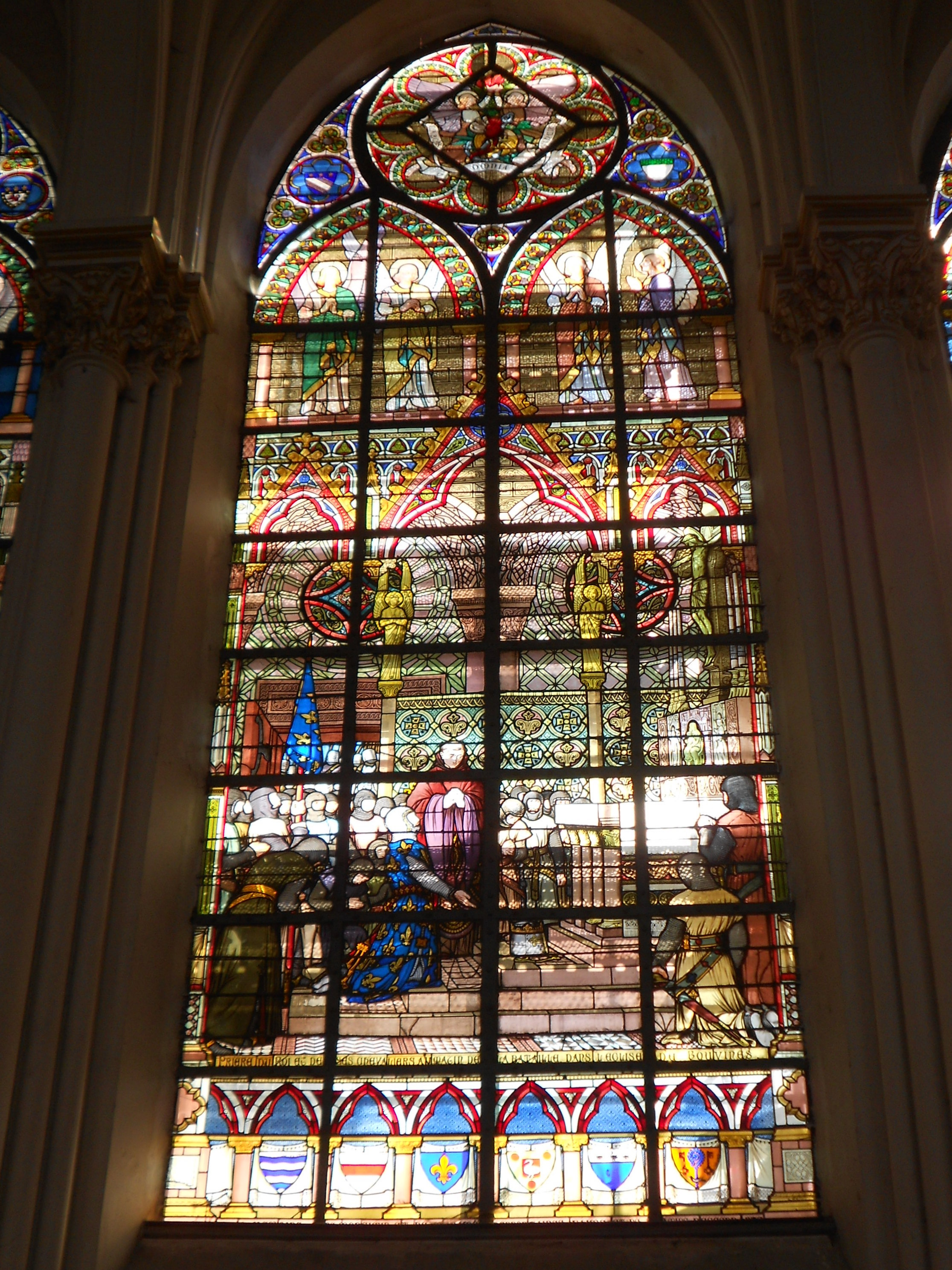
Le roi et ses chevaliers prient dans l'église de Bouvines avant la bataille.
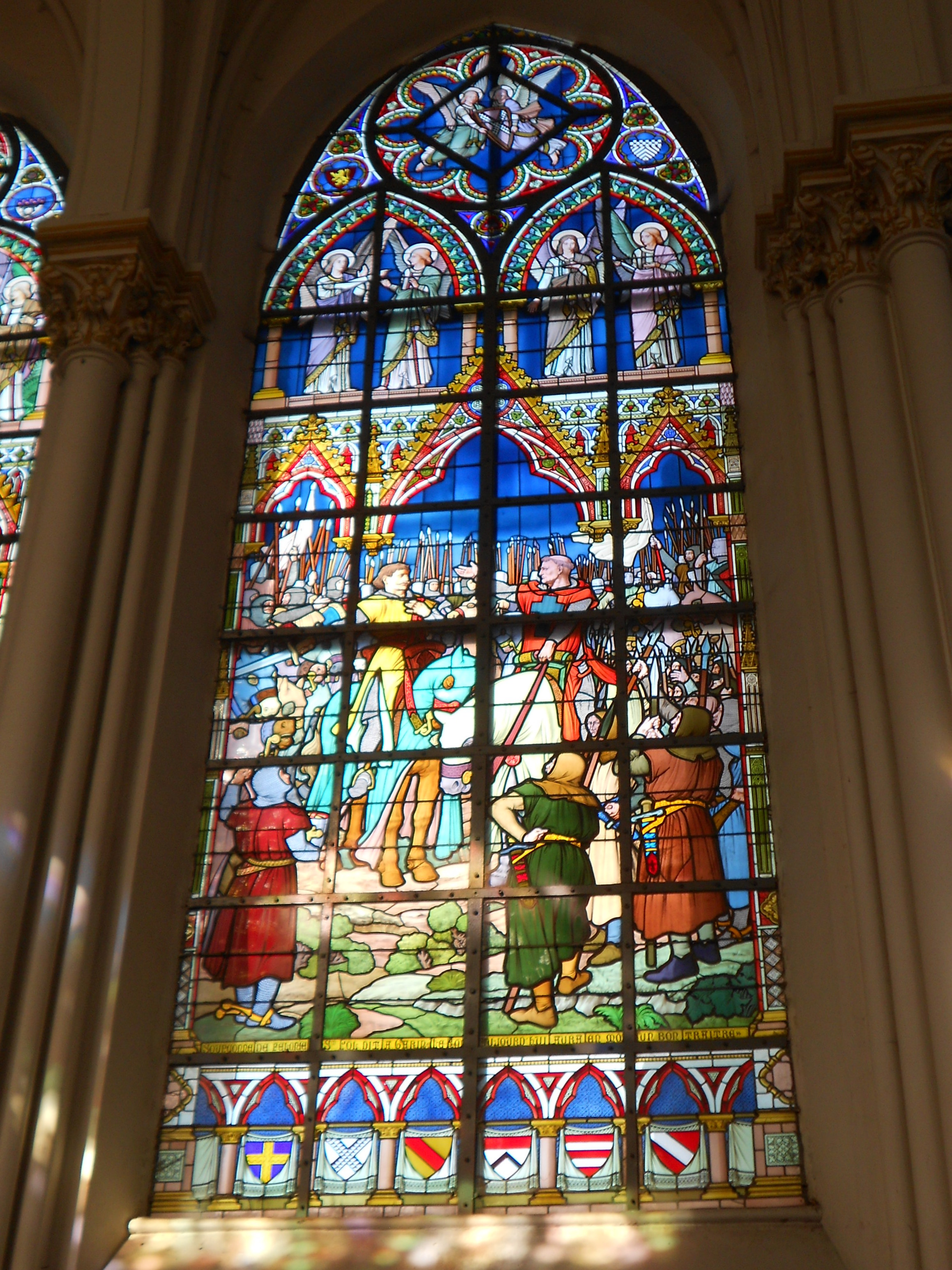
Soupçonné de félonie bien que fidèle, le comte de Saint-Pol dit à Guérin : "le roi aujourd'hui aura en moi en bon traître".
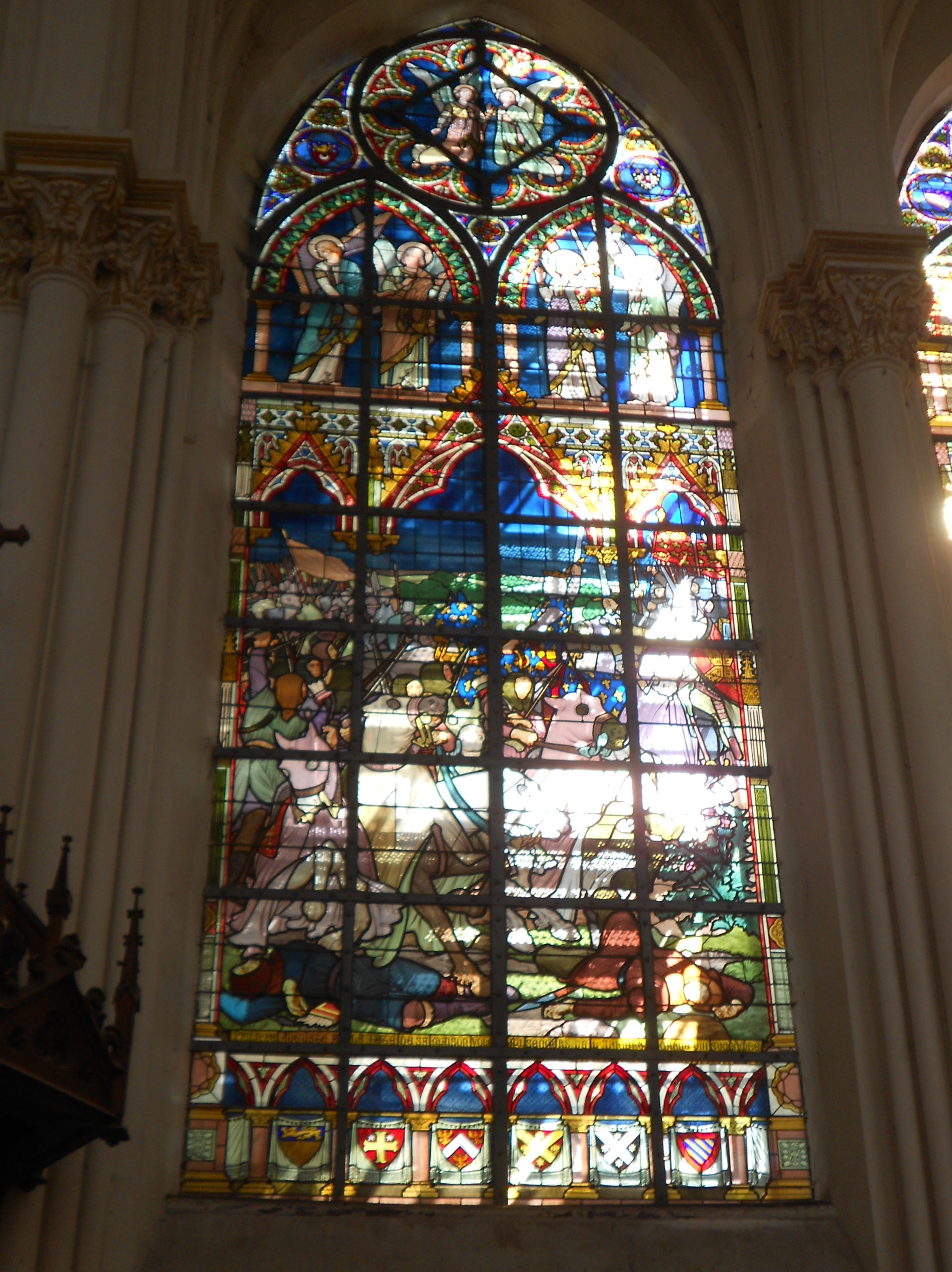
Philippe-Auguste vole au secours de l'arrière garde qui succombe à l'ennemi.
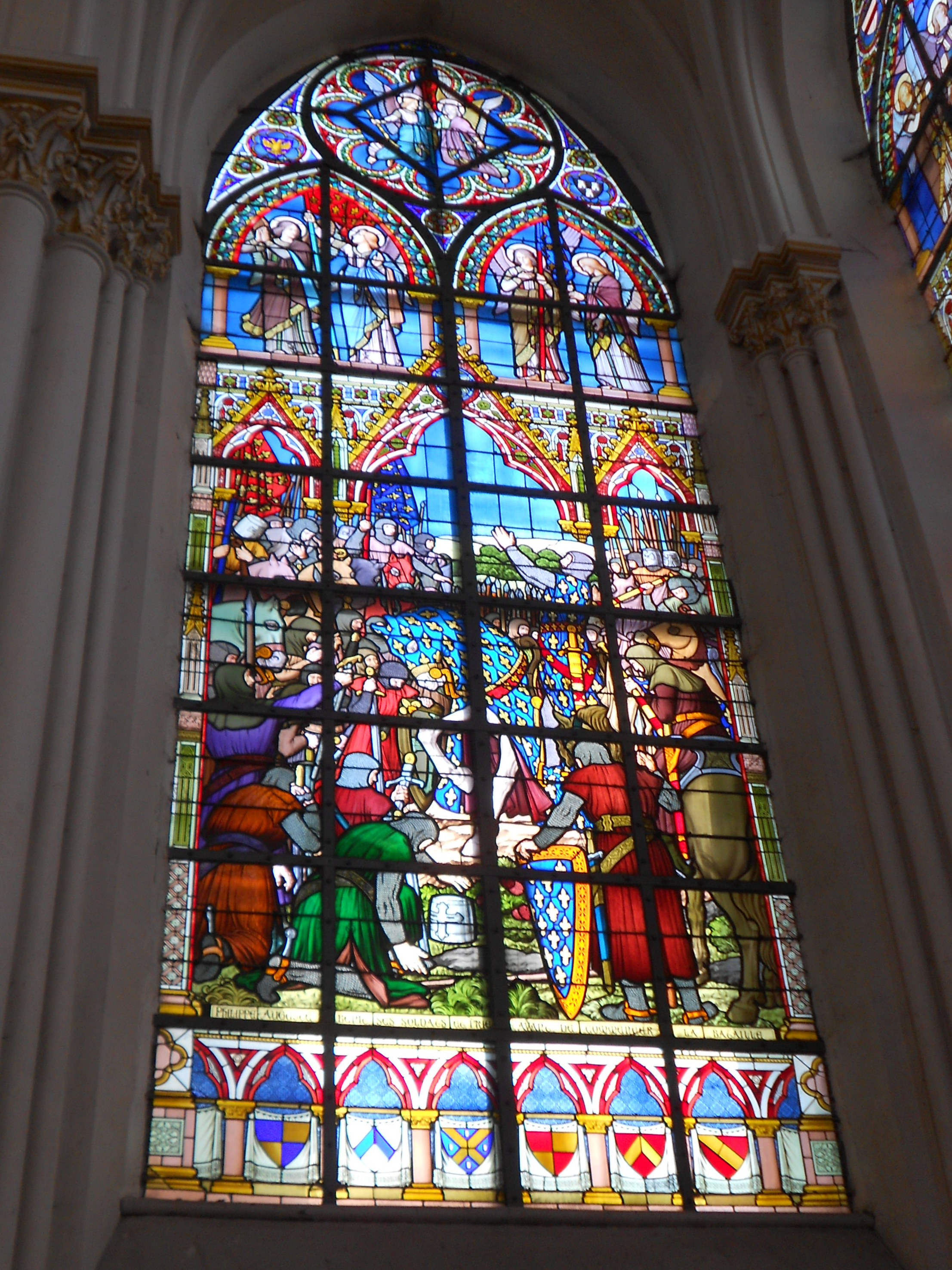
Philippe-Auguste bénit ses soldats avant la bataille.
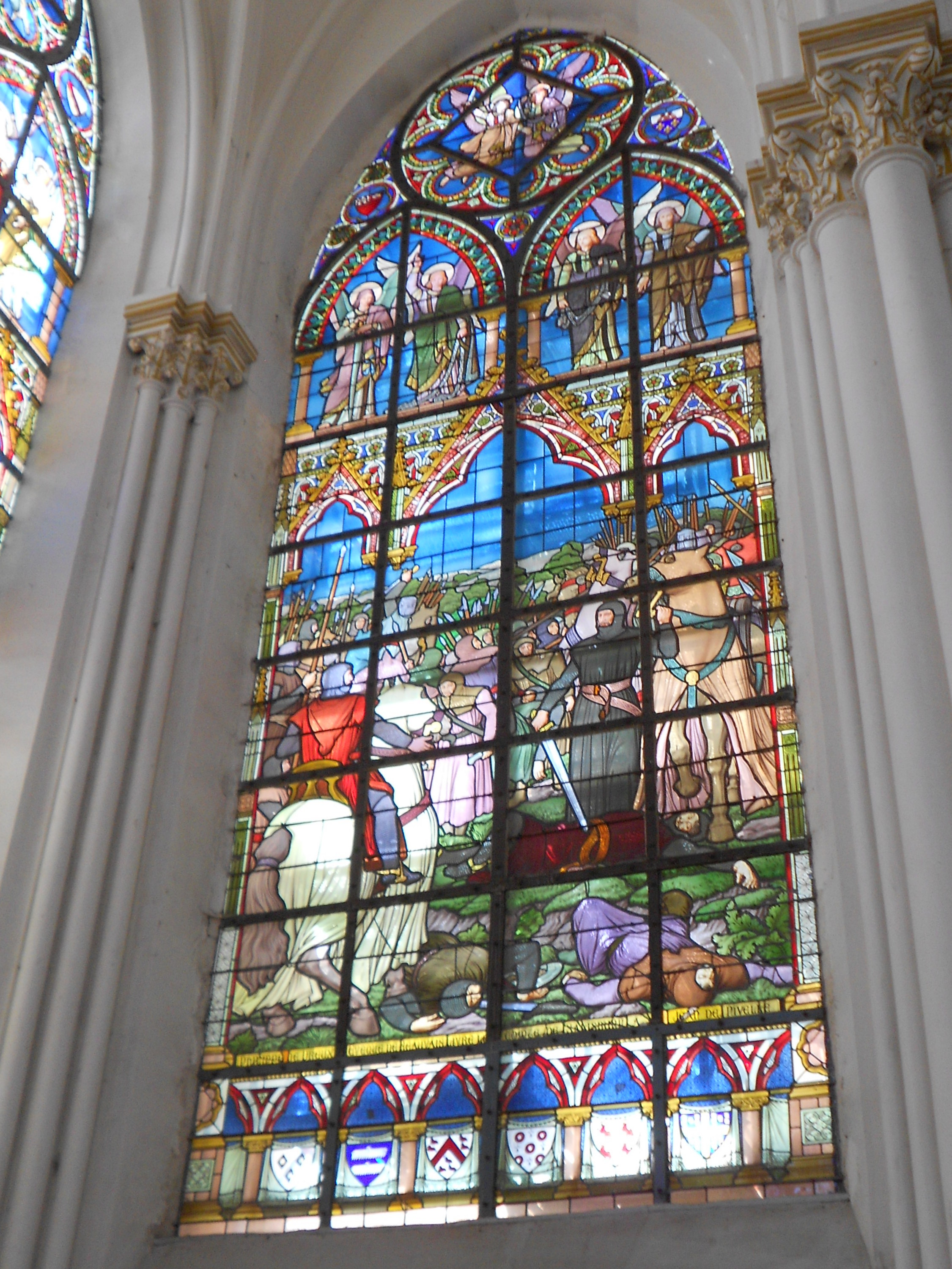
L'évêque de Beauvais Philippe de Dreux livre le comte de Salisbury à Jean de Nivelles, châtelain de Bruges.
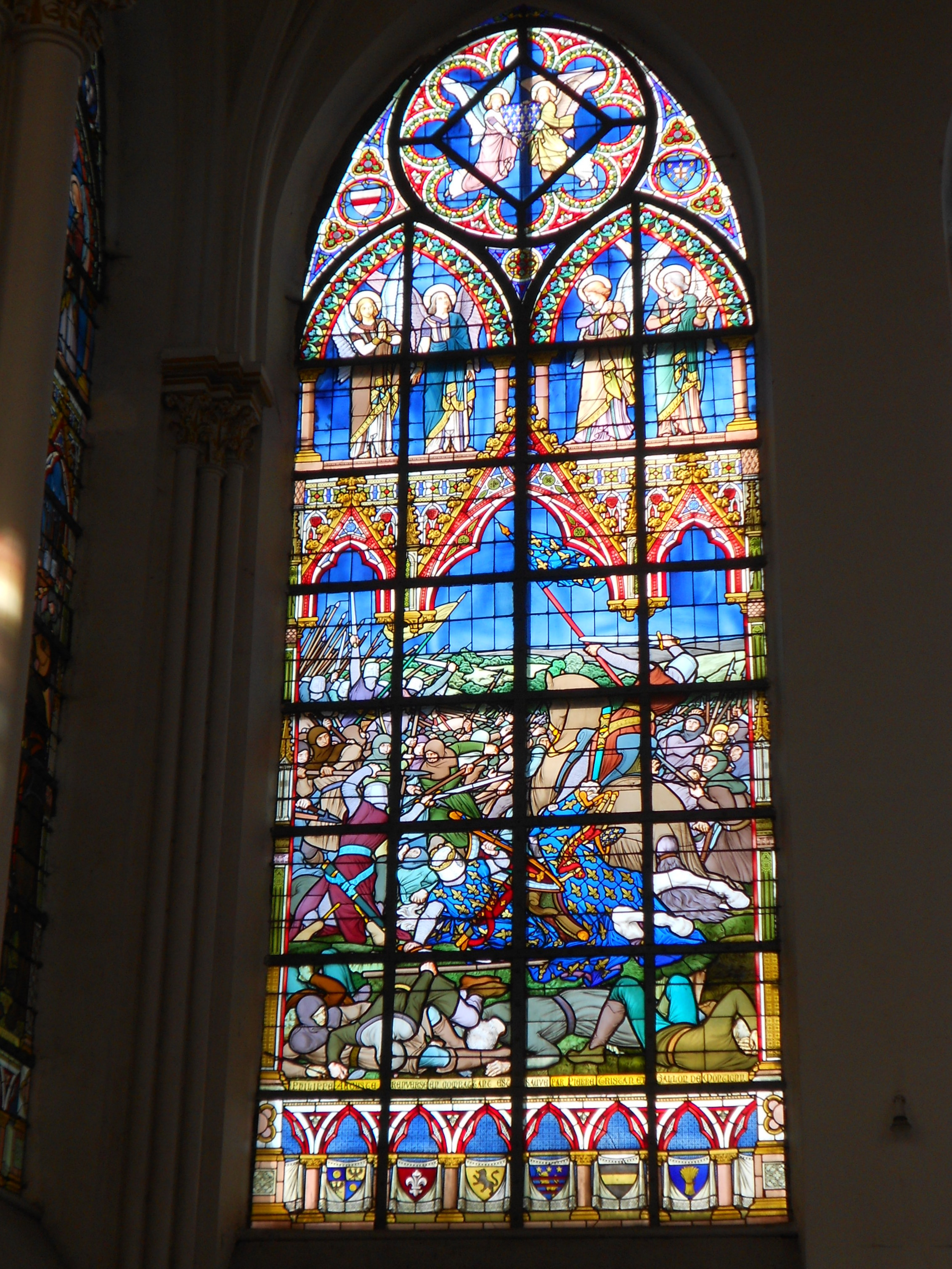
Philippe-Auguste est sauvé par Pierre Tristan et Gallon de Montigny tandis que Guillaume des Barres repousse l'ennemi.
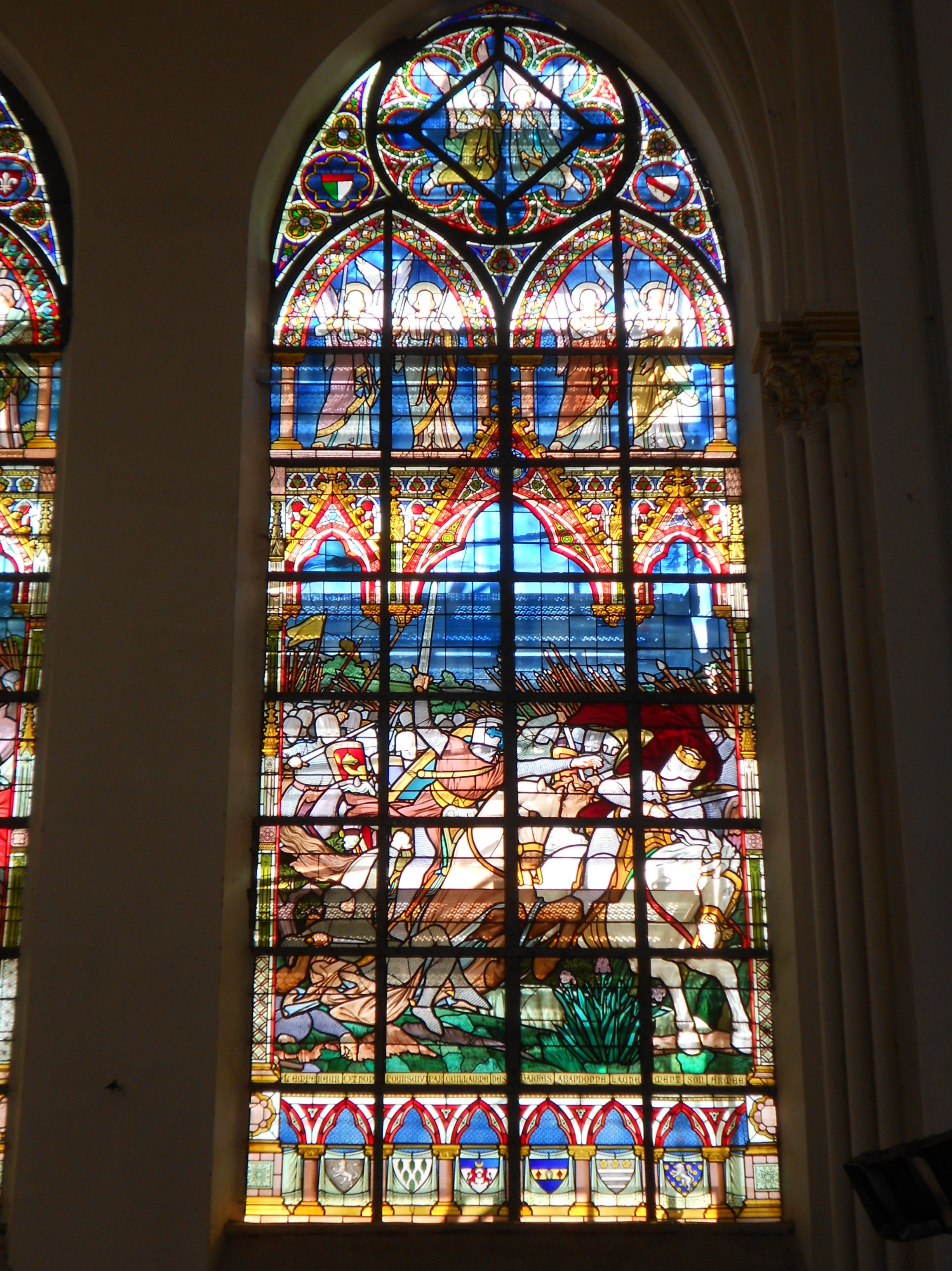
L'empereur Otton s'enfuit, poursuivi par Guillaume des Barres
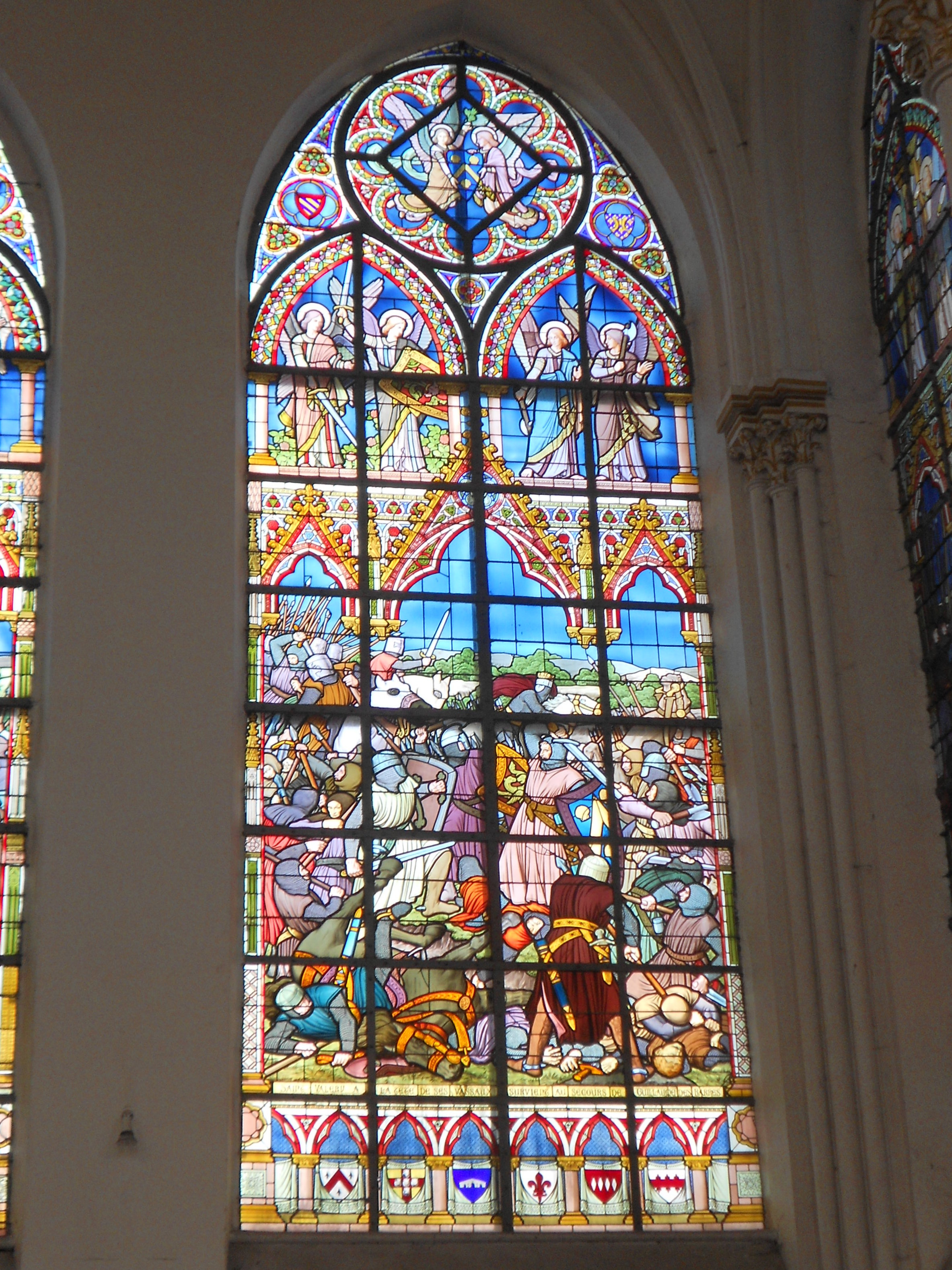
Saint-Valéry vole au secours de Guillaume des Barres et le sauve.
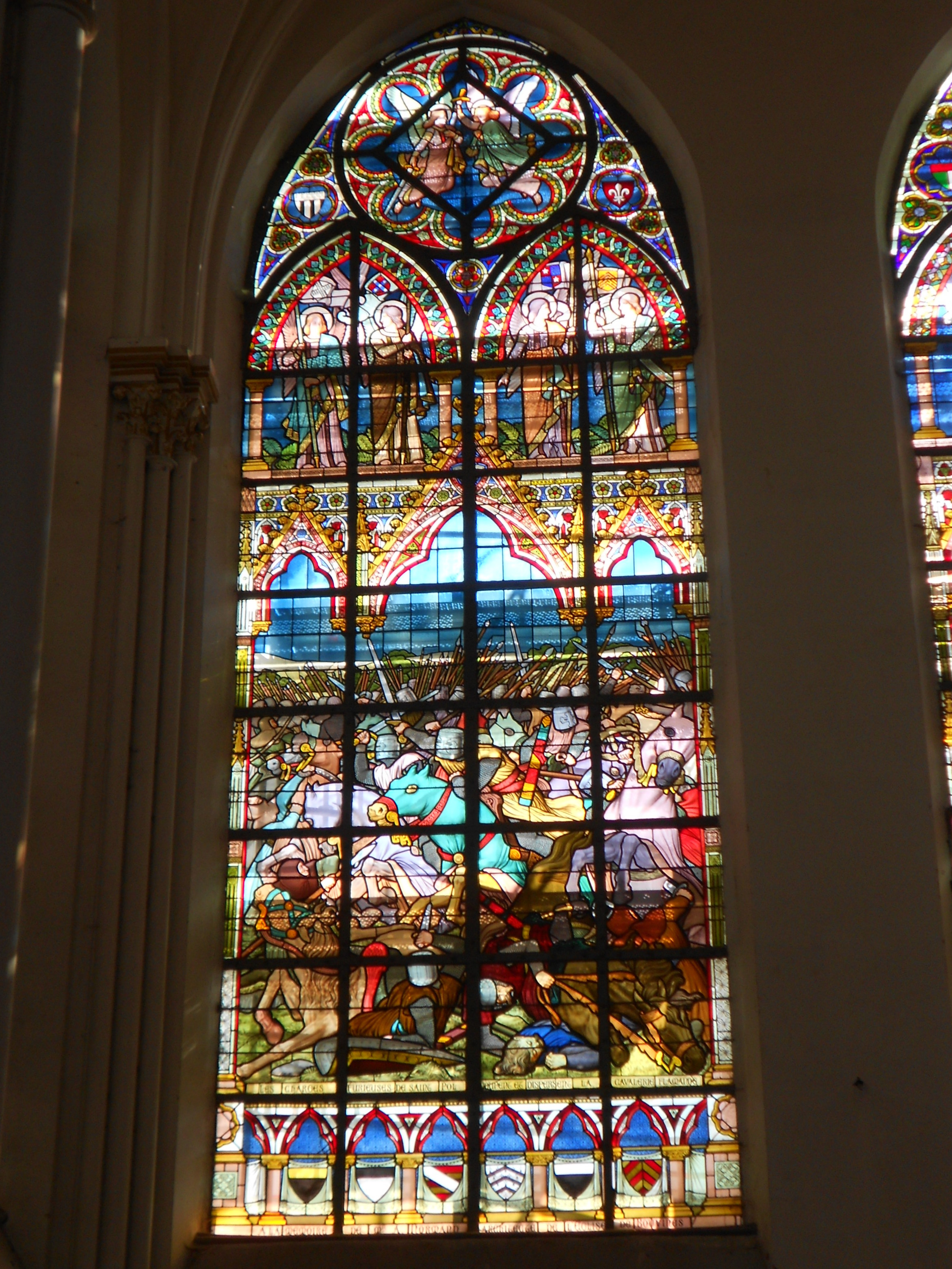
Les comtes de Saint-Pol, de Montmorency, de Beaumont et de Melun dispersent la cavalerie du comte Ferrand.
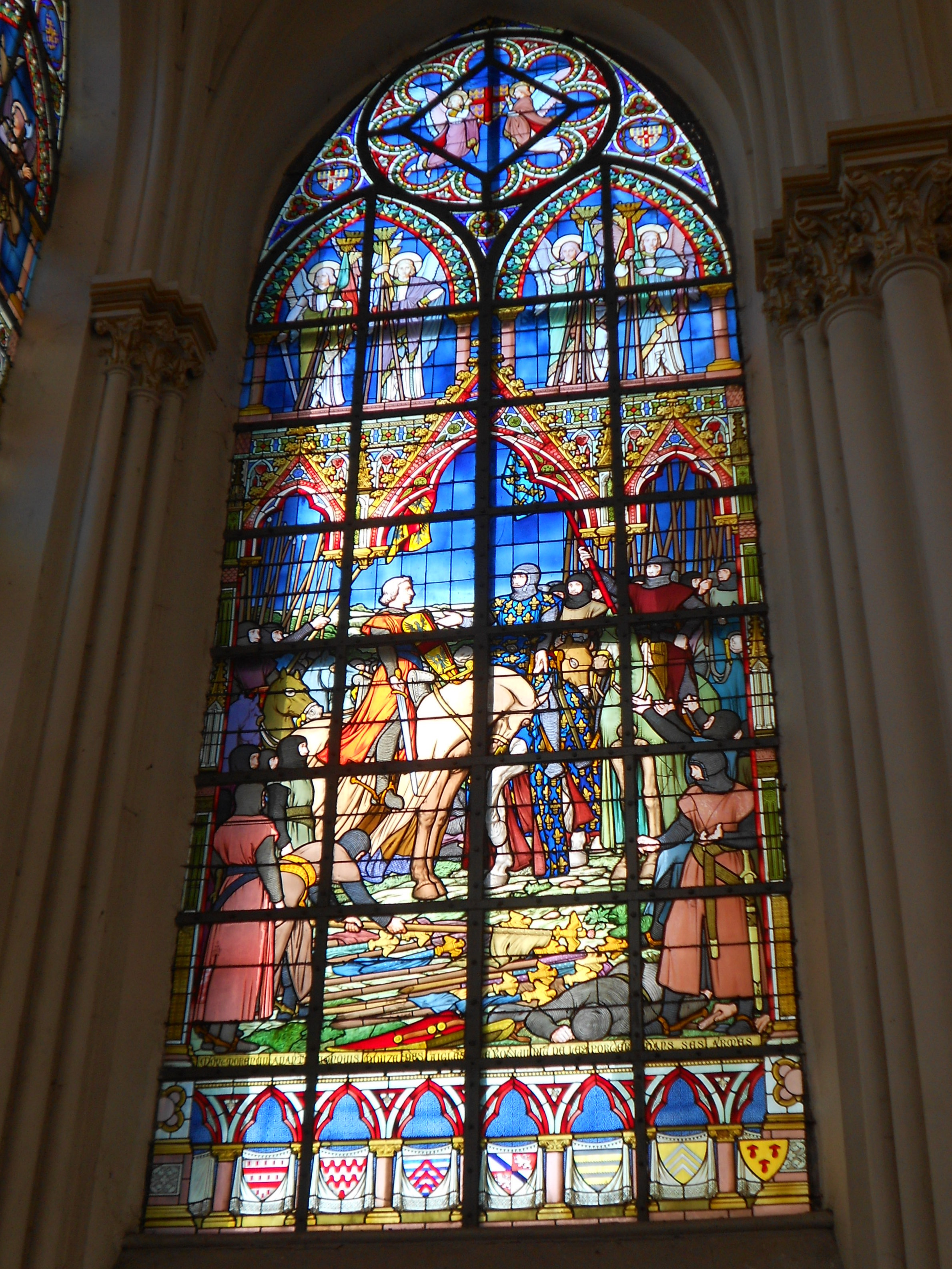
Le roi dit au comte de Montmorency de porter dans ses armoiries les douze bannières qu'il a conquis.
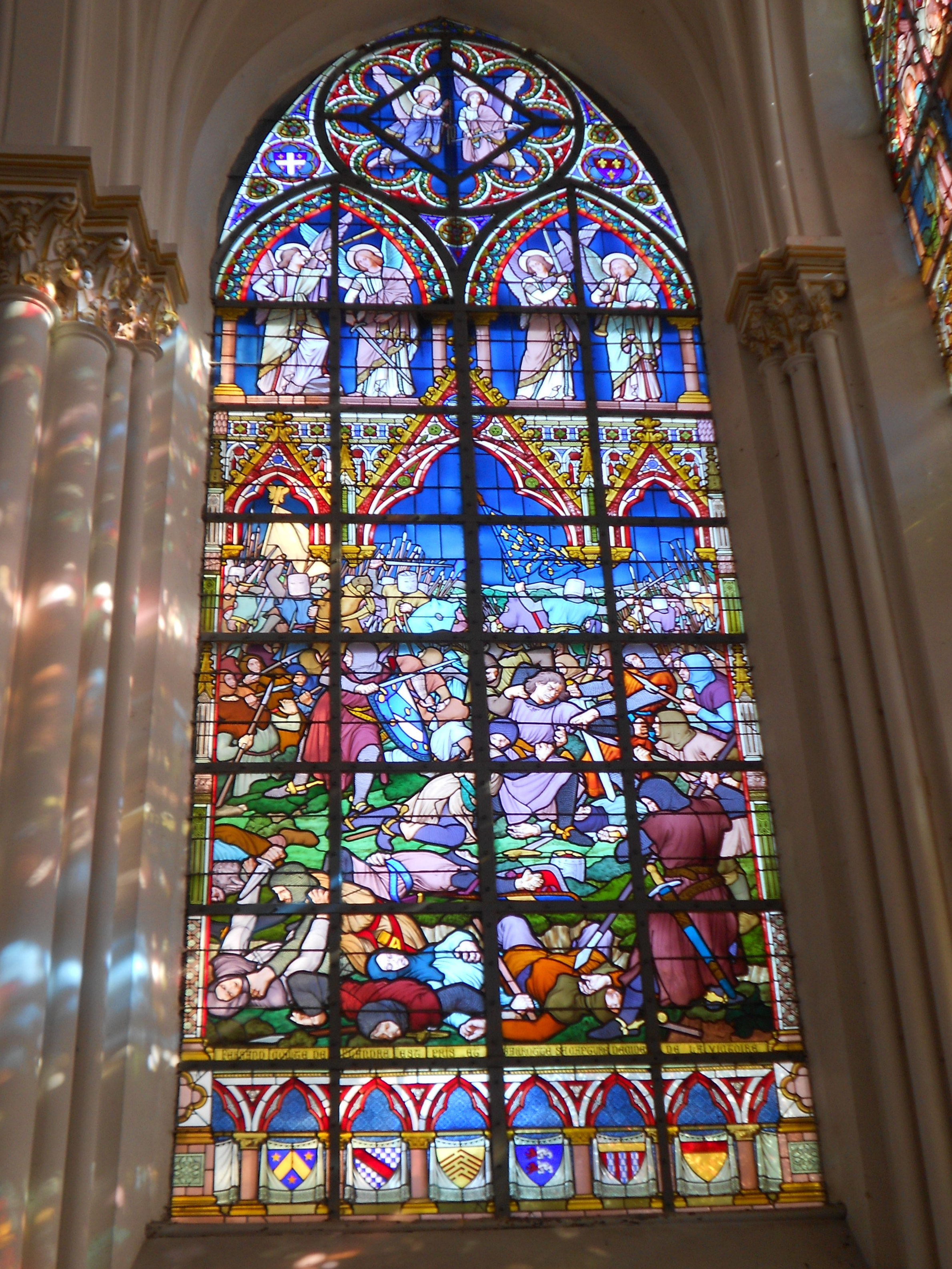
Prise de Ferrand, comte de Flandres.
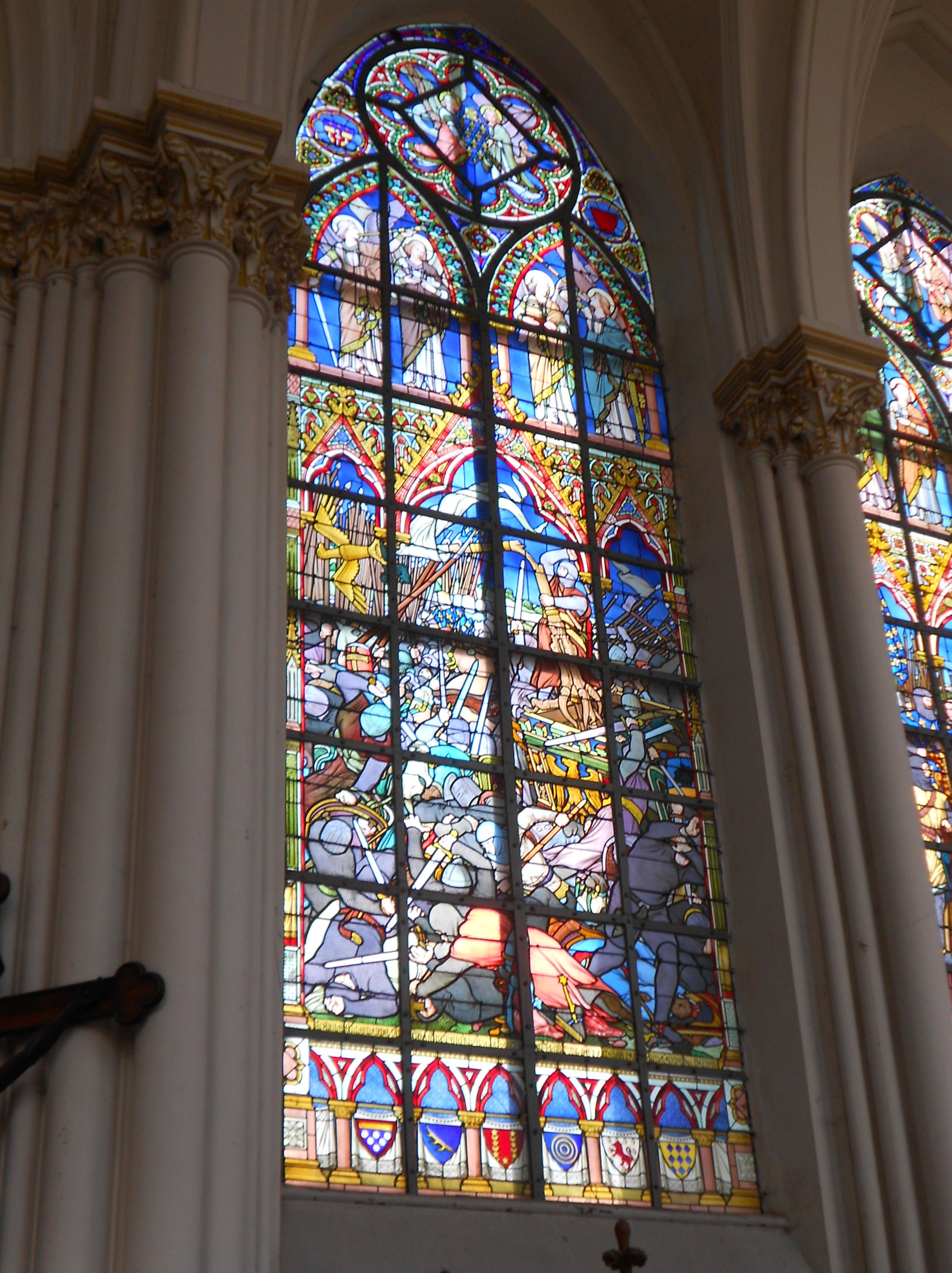
Guillaume des Barres abat l'étendard impérial d'Otton.
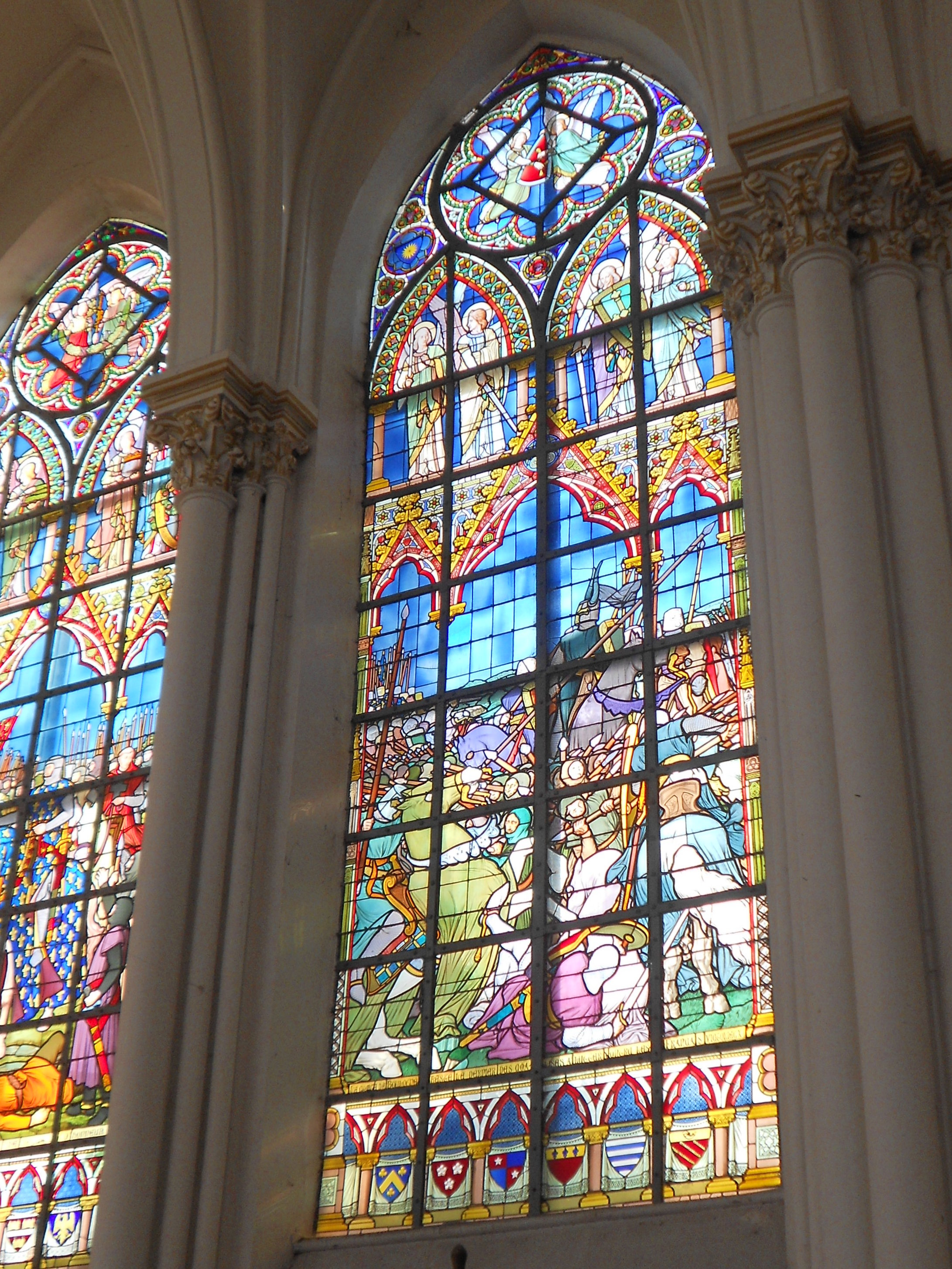
Renaud, comte de Boulogne, reste le dernier des coalisés à combattre.
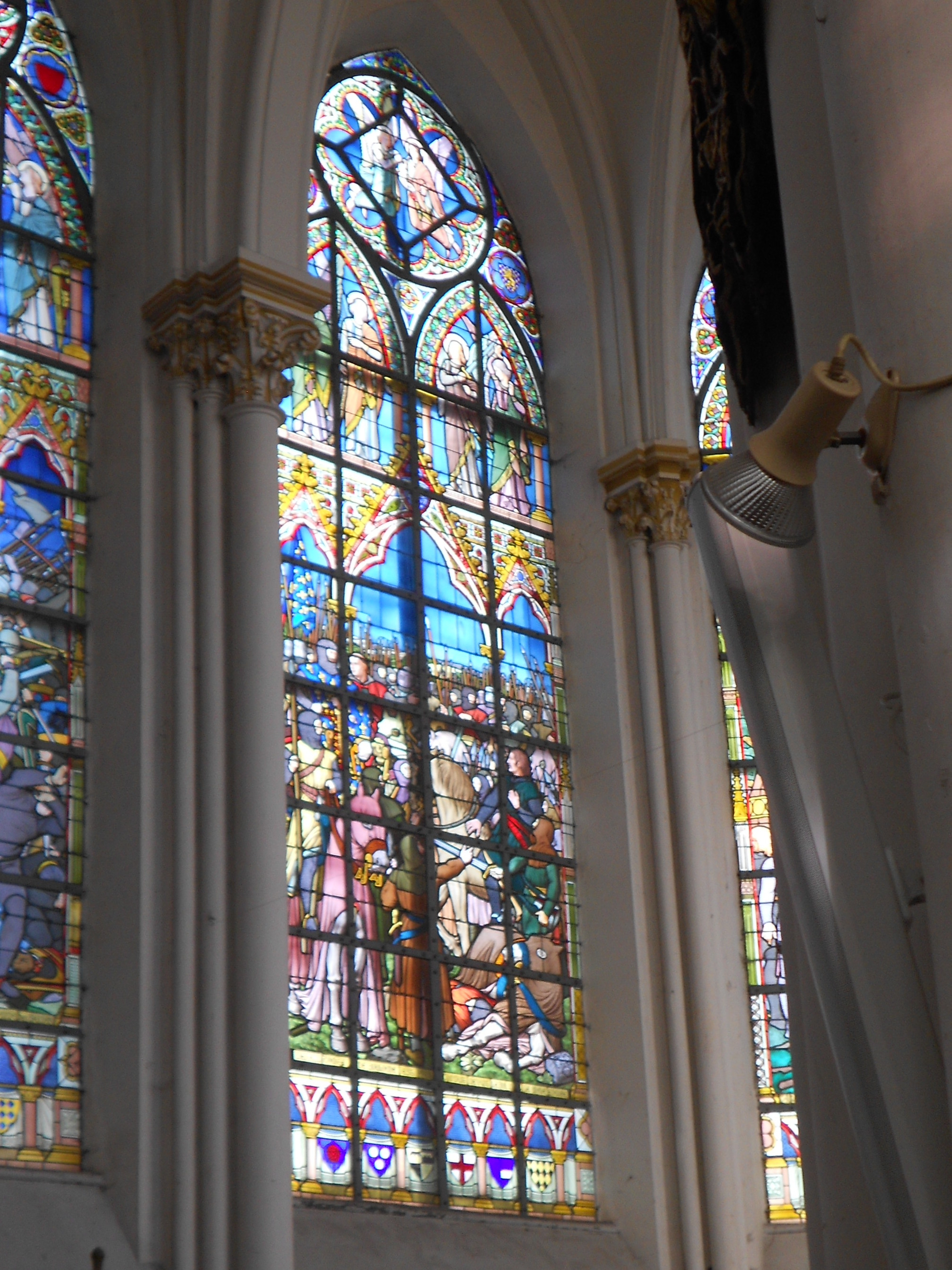
Prise de Renaud qui est conduit devant le roi.
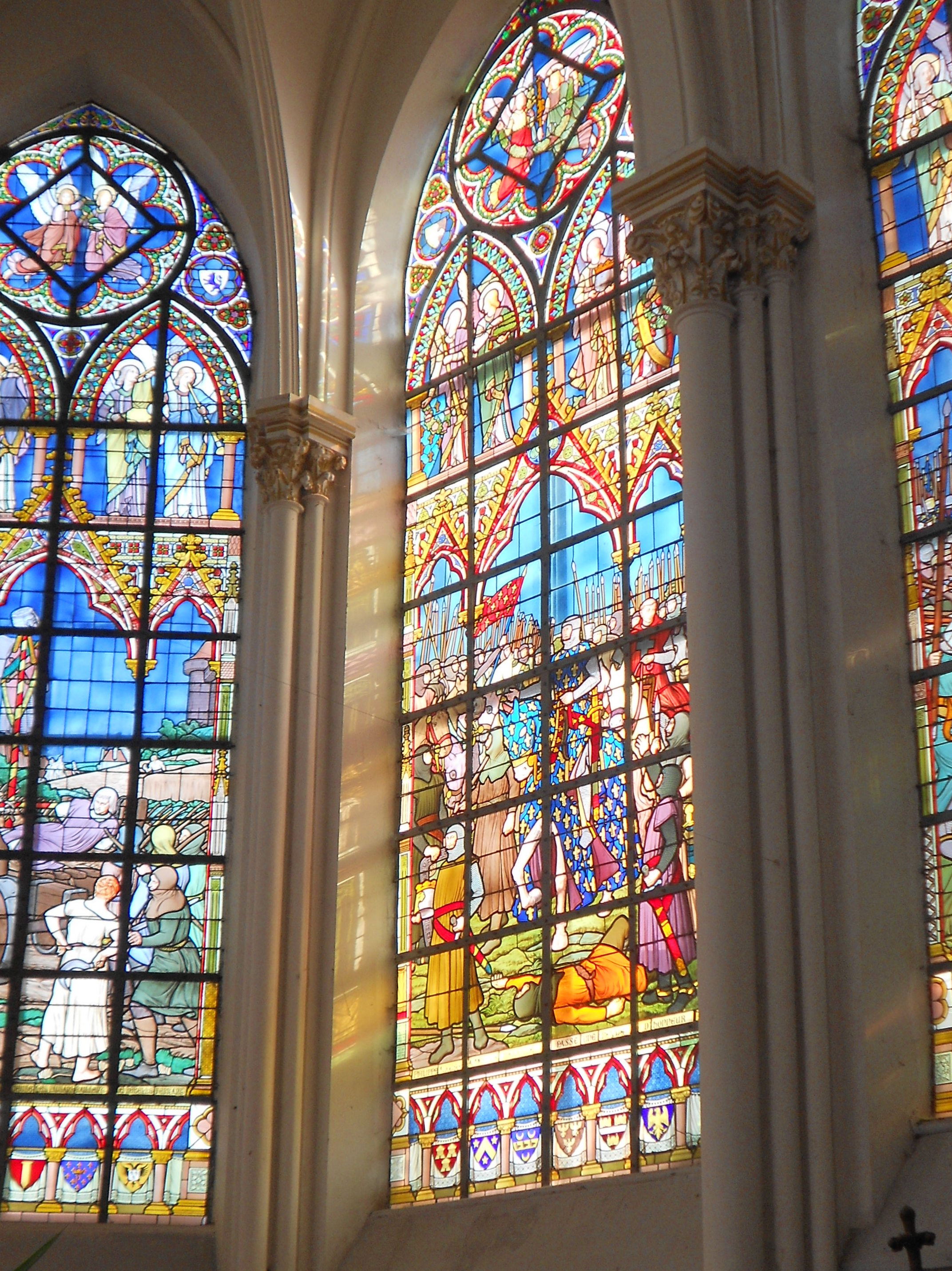
Philippe-Auguste félicite ses combattants après la victoire.
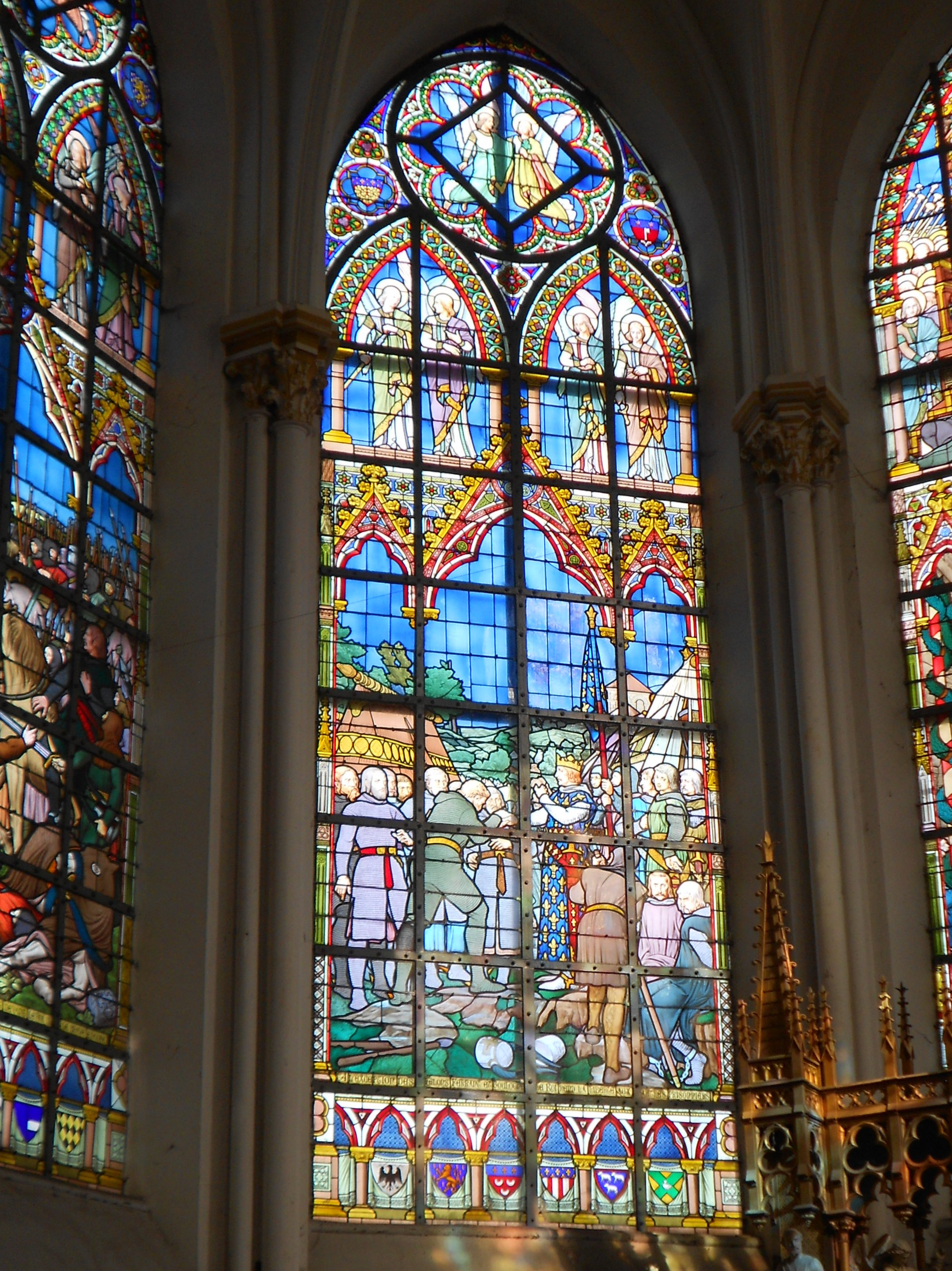
Le roi libère ses prisonniers à l'exception de Ferrand et de Renaud.
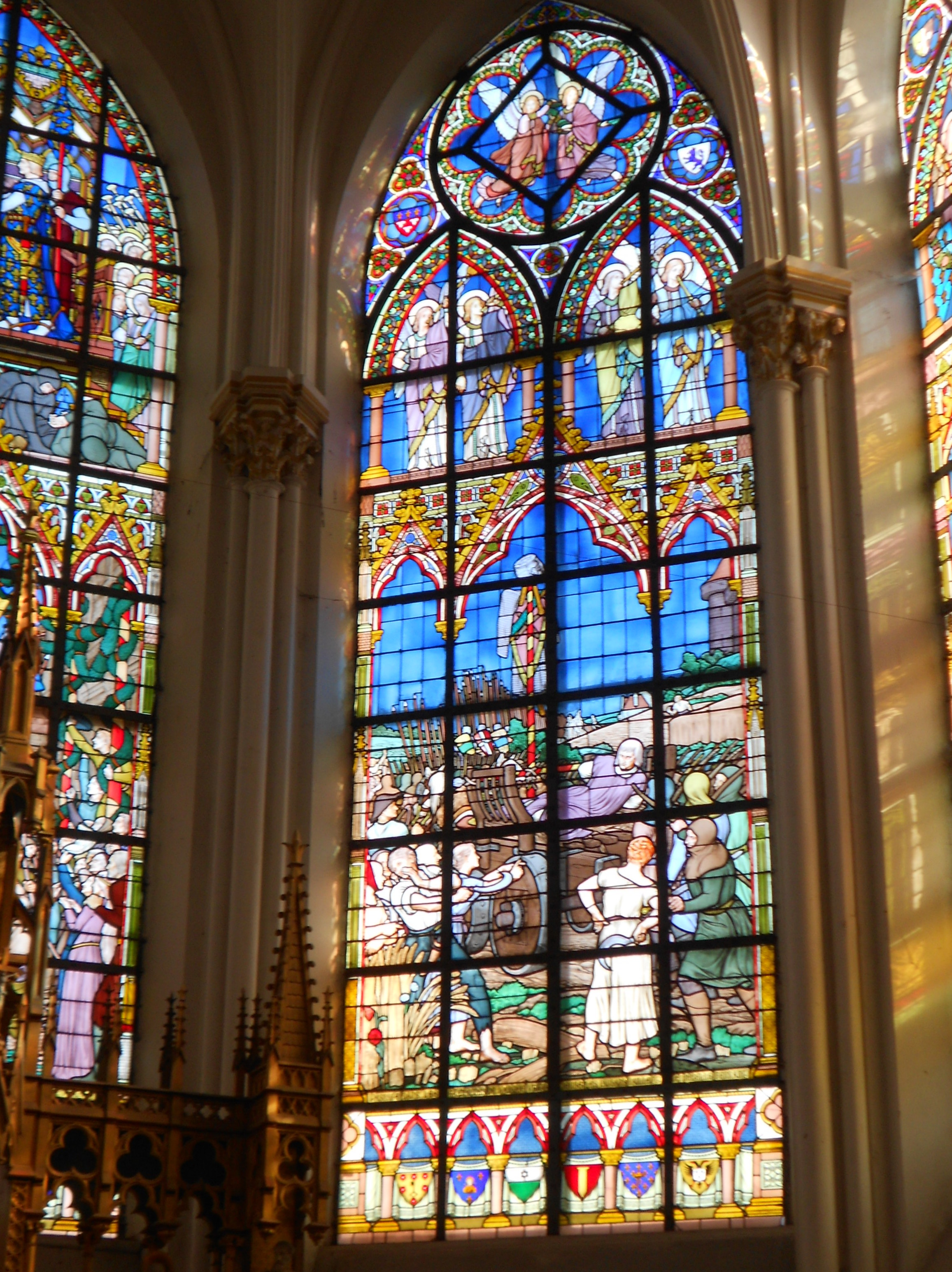
Passage de l'armée victorieuse dans les campagnes où les paysans se moquent de Ferrand.
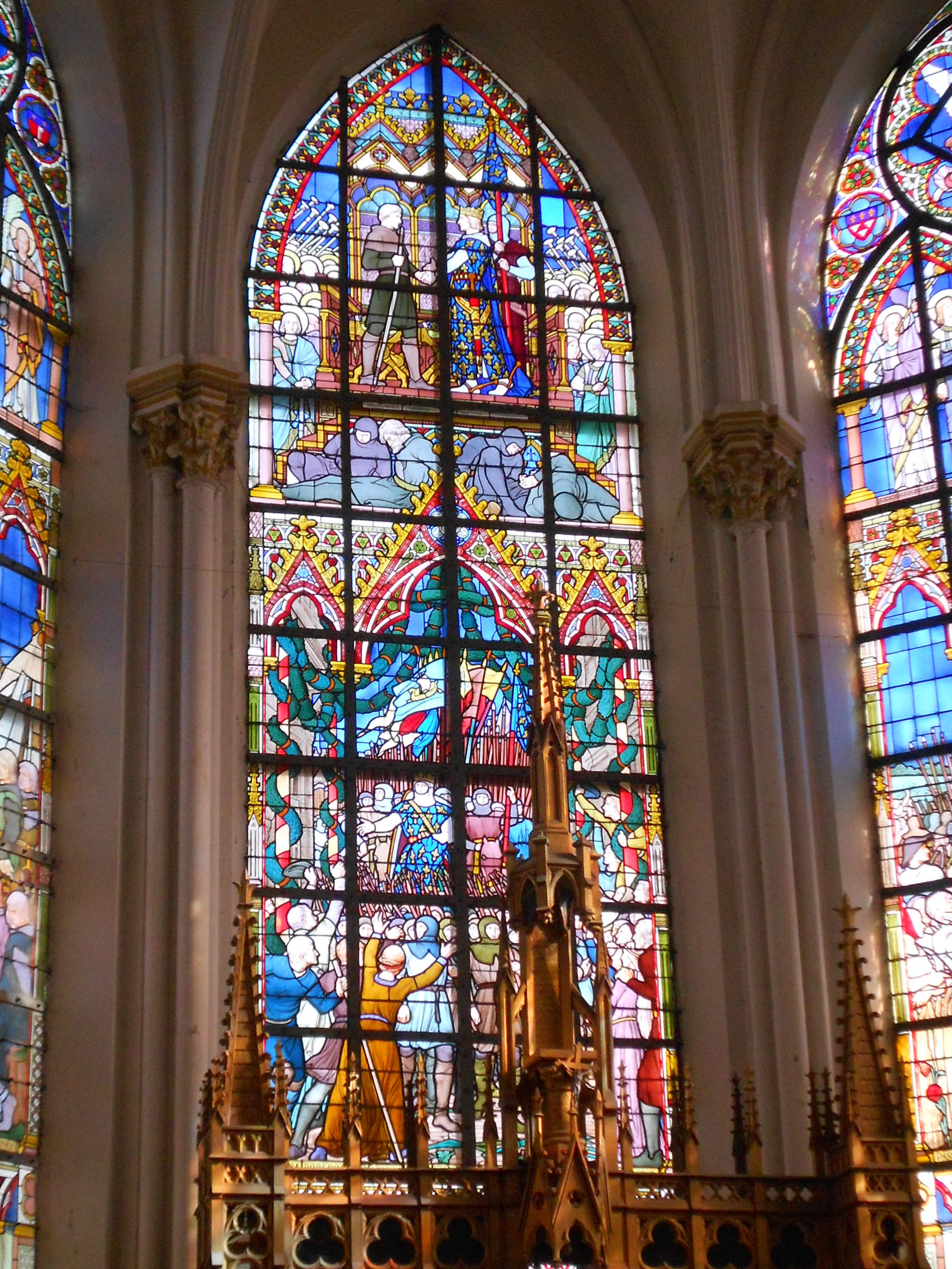
Entrée de l'armée victorieuse dans Paris où elle est acclamée par la population.